# Кубицкий, Якуб
Якуб Кубицкий (пол. Jakub Kubicki; Варшава, 1758 — 13 июня 1833, там же) — польский архитектор эпохи классицизма. Работал на рубеже XVIII—XIX вв.

## Жизнеописание
Родился в Варшаве. Точной даты рождения не установлено (известен только год). Окончил иезуитский колледж.
Считается учеником польского архитектора Доменико Мерлини. Короткий период работал с архитектором Шимоном Богумилом Цугом (1733—1807).
В 1783 г. как посланник польского короля Станислава Августа отбыл на учёбу в Италию вместе со своим братом. Возвратился Польшу в 1786 г., где работал архитектором. В знак признания в 1791 г. получил дворянское звание. После раздела Польши занял пост главного исполнительного офицера по строительству.
Женился в 1783 г. на Анне Блетинг Вел Плеттинг, с которой у него было трое детей: Елена (1784—1822), Юзефа (1787—1812) и Изабела Юзефа (1791—1840).
Умер в родовом имении под Варшавой.

## Галерея произведений

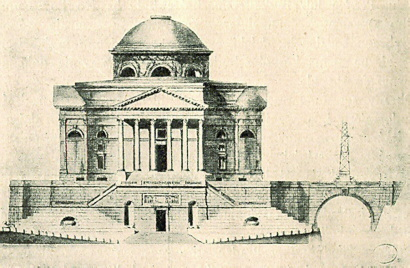
Проект Храма Провидения Божия в Варшаве, 1792 г.
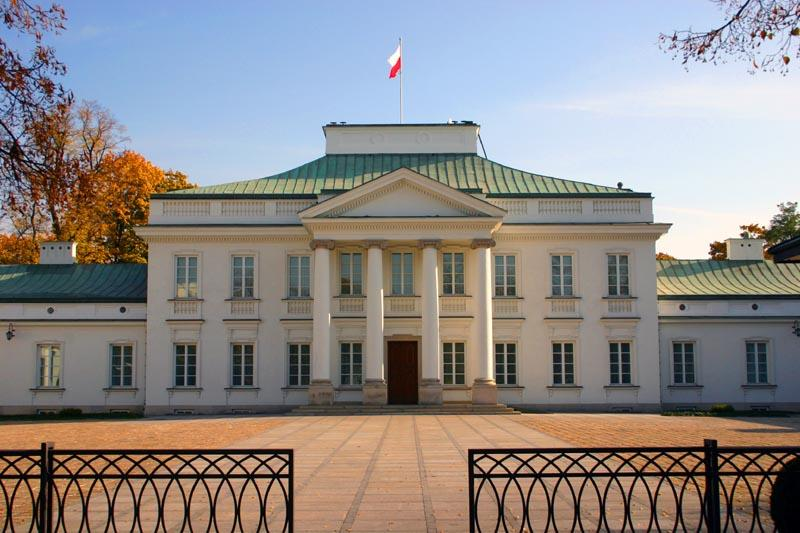
Бельведерский дворец в Варшаве, главный фасад
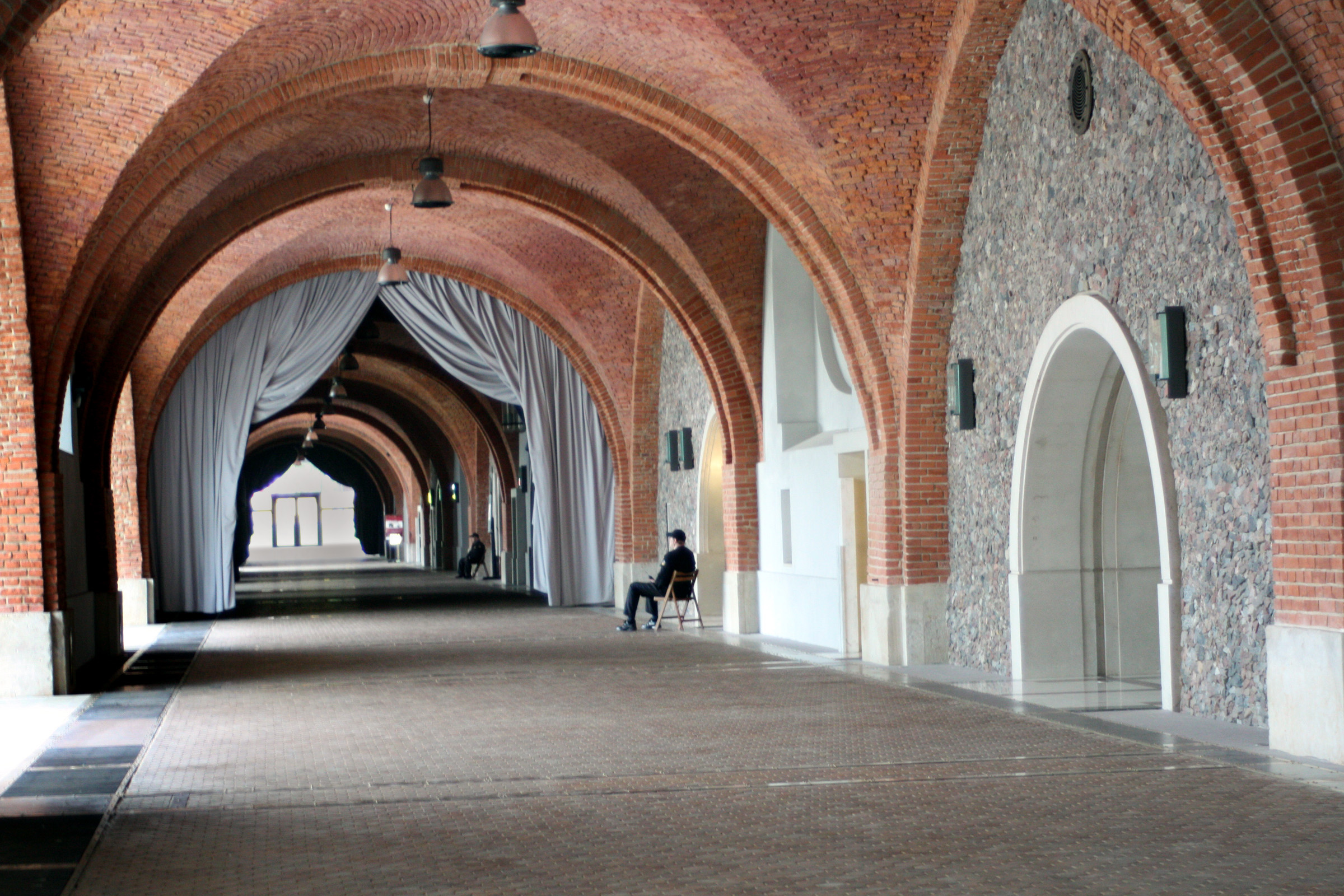
Кирпичная аркада Кубицкого, Королевский дворец в Варшаве
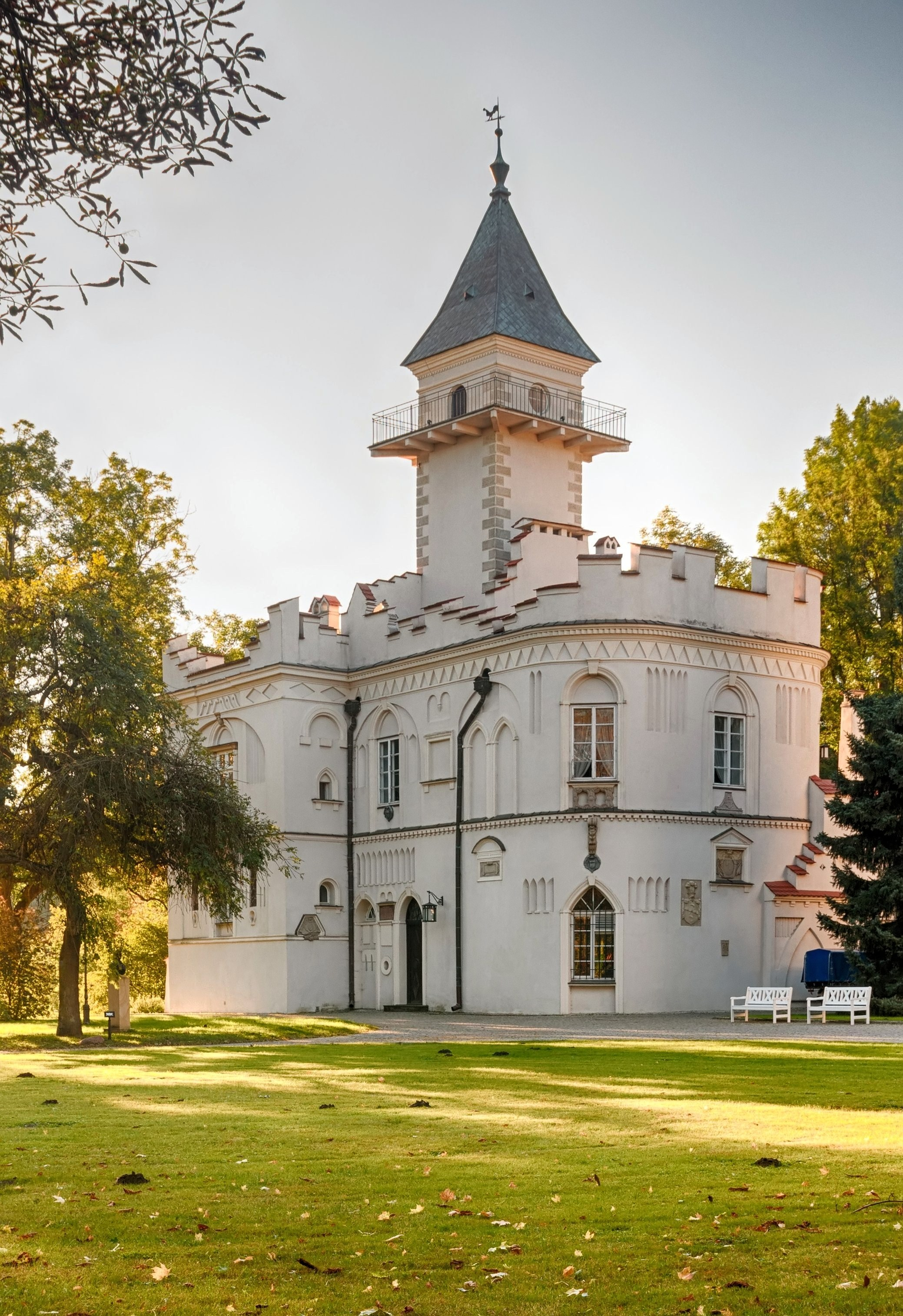
Реконструкция замка в Радзейовице